# St. Hilaire (Minnesota)
St. Hilaire ist eine Kleinstadt (mit dem Status „City“) im Pennington County im US-amerikanischen Bundesstaat Minnesota. Das U.S. Census Bureau hat bei der Volkszählung 2020 eine Einwohnerzahl von 273 ermittelt.

## Geografie
St. Hilaire liegt im Nordwesten von Minnesota am Red Lake River, einen rechten Nebenfluss des Red River of the North. Die geografischen Koordinaten sind 48°00′50″ nördlicher Breite und 96°12′53″ westlicher Länge. Der Ort erstreckt sich über eine Fläche von 2,15 km².
Benachbarte Ortschaften von St. Hilaire sind Thief River Falls (12,4 km nördlich), Plummer (25,4 km südöstlich) und Red Lake Falls (17,3 km südlich).
Die nächstgelegenen Großstädte sind Winnipeg in der kanadischen Provinz Manitoba (239 km nordnordwestlich), Duluth am Oberen See (389 km ostsüdöstlich), Minneapolis (472 km südsüdöstlich) und Fargo in North Dakota (168 km südsüdwestlich).
Die Grenze zu Kanada befindet sich 127 km nördlich.

## Verkehr
Die Minnesota State Route 32 verläuft in Nord-Süd-Richtung als Hauptstraße durch St. Hilaire. Alle anderen Straßen sind untergeordnete Landstraßen, teil unbefestigte Fahrwege und innerörtliche Verbindungsstraßen.
In St. Hilaire befindet sich der südliche Endpunkt einer Eisenbahnstrecke der Minnesota Northern Railroad, einer regionalen (Class III) Eisenbahngesellschaft.
Der Thief River Falls Regional Airport (9,6 km nordöstlich) ist der nächstgelegene Regionalflughafen. Die nächstgelegenen internationalen Flughäfen sind der Hector International Airport in Fargo (165 km südsüdwestlich), der Winnipeg James Armstrong Richardson International Airport (246 km nordnordwestlich) und der Minneapolis-Saint Paul International Airport (495 km südsüdöstlich).

## Demografische Daten
Nach der Volkszählung im Jahr 2010 lebten in St. Hilaire 279 Menschen in 123 Haushalten. Die Bevölkerungsdichte betrug 129,8 Einwohner pro Quadratkilometer. In den 123 Haushalten lebten statistisch je 2,27 Personen.
Ethnisch betrachtet setzte sich die Bevölkerung zusammen aus 97,8 Prozent Weißen, 1,1 Prozent amerikanischen Ureinwohnern sowie 0,7 Prozent aus anderen ethnischen Gruppen; 0,4 Prozent stammten von zwei oder mehr Ethnien ab. Unabhängig von der ethnischen Zugehörigkeit waren 1,4 Prozent der Bevölkerung spanischer oder lateinamerikanischer Abstammung.
25,1 Prozent der Bevölkerung waren unter 18 Jahre alt, 63,4 Prozent waren zwischen 18 und 64 und 11,5 Prozent waren 65 Jahre oder älter. 47,0 Prozent der Bevölkerung war weiblich.

Das mittlere jährliche Einkommen eines Haushalts lag bei 44.250 USD. Das Pro-Kopf-Einkommen betrug 23.897 USD. 8,2 Prozent der Einwohner lebten unterhalb der Armutsgrenze.